# Panhard & Levassor 15CV
Con la sigla 15CV, applicata alla produzione della Casa automobilistica francese Panhard & Levassor, si intende una famiglia di autovetture di classe superiore presente nei listini Panhard & Levassor dal 1902 al 1915.

## Profilo, storia e modelli
Questa famiglia di vetture, assieme alla famiglia 16 e 18CV costituì la fascia delle Panhard & Levassor di classe alta, ma che però non erano ancora classificabili come delle vere e proprie vetture di gran lusso, anche se all'epoca un'autovettura era prerogativa di clienti molto facoltosi a prescindere dalle caratteristiche della vettura stessa.

### I primi modelli da 15 CV fiscali
I primi modelli classificabili fra le vetture da 15 CV fiscali secondo l'allora vigente legislazione francese furono introdotti nel luglio del 1902 con le sigle Type C e Type H. Si trttava di due modelli dalle caratteristiche tecniche molto simili, ma con alcune differenze non di poco conto. La Type C era denominata anche Légère perché realizzata su di un telaio a passo corto e montava un cambio manuale a 4 marce, mentre la Type H era votata a un comfort maggiore e veniva realizzata partendo da un telaio a passo lungo, oltre al fatto di montre un cambio a 3 o a 4 marce, a seconda della scelta dell'acquirente. Entrambi i modelli, però, montavano un motore Centaure da 3296 cm3. La Type C venne prodotta fino al 1904 in 595 esemplari, mentre la Type H proseguì fino all'inizio dell'anno successivo fino a totalizzare 136 esemplari prodotti.
Al posto della Type C Légère venne lanciata la Type I, sempre con telaio a passo corto, quindi con caratteristiche simili nella meccanica telaistica, ma con un nuovo motore Centaure allégé della medesima cilindrata. Alla fine del 1904 partì invece la produzione della Type J, destinata a sostituire la Type H nel giro di pochi mesi e dalla quale si differenziava anch'essa per il nuovo motore, analogo a quello della Type I. Quest'ultima, nel corso del 1905, venne proposta anche con cilindrata ridotta a 2402 cm3 e con denominazione Type I 10 CV per differenziarla dalla Type I 15 CV. La Type J venne proposta fin dall'inizio anche con un nuovo cambio a 4 marce: in questa seconda configurazione, la vettura prese la denominazione Type S 15 CV, a sua volta per essere distinta dalla Type S 10 CV. La Type I e la Type S 15 CV vennero prodotte fino al 1907, mentre la Type J cessò di essere prodotta già nel 1906.
I tre modelli appena descritti scomparvero per essere sostituiti da due modelli, ossia la Type X 15 CV e la Type U2 15 CV: quest'ultima venne proposta nello stesso anno anche con motore da 4,1 litri e rappresentò in pratica un'evoluzione della precedente Type S 15 CV, in cui il motore venne rivisitato e reso in grado di raggiungere regimi di rotazione più elevati, che in quel periodo significava passare da 800 a 900 giri/min. Inoltre, venne montato un nuovo albero a gomiti su cinque supporti di banco. La Type X 15 CV propose anche un'innovazione in più, ossia la trasmissione a giunto cardanico in luogo della trasmissione a catena utilizzata fino a quel momento. Mentre quest'ultima venne prodotta fino al marzo 1912 (anche se negli ultimissimi mesi di produzione venne leggermente aggiornata e commercializzata come Type X11) , la Type U2 15 CV scomparve dai listini già due anni prima, all'inizio del 1910. Quest'ultima verrà sostituita a febbraio dalla Type U7, che comincerà la sua carriera in affiancamento alla Type X 15 CV e che rappresentò semplicemente una versione aggiornata della Type U2 15 CV. Sia il modello uscente che quello appena lanciato montavano ancora la trasmissione a catena, al contrario della Type X 15 CV che invece, forte della sua moderna trasmissione a giunto cardanico stava ottenendo maggiori consensi. Ma già pochi mesi dopo il lancio della Type U7, e precisamente nell'ottobre del 1910, ai due modelli da 15 CV fiscali già in produzione venne affiancata la Type X4, anch'essa con trasmissione a giunto cardanico come la Type X 15 CV, ma più aggiornata in altri particolari. Essa durò tuttavia pochi mesi in listino, visto che già nel giugno 1911 ne venne fatta cessare la produzione.

### L'arrivo dei motori Knight
Alla fine del 1911 si assistette a una rivoluzione nella gamma delle vetture Panhard & Levassor da 15 CV fiscali: la Type X venne aggiornata in alcuni dettagli e riproposta nei primi tre mesi del 1912 con la sigla Type X11. Contemporaneamente, sempre a fine 1911, si ebbe il lancio del modelli destinato a sostituire la Type X, mentre la Type U7 rimarrà a listino ancora per un altro anno ancora. Il nuovo modello prese la sigla Type X17 e fu caratterizzato in primis dal nuovo motore SK4E con valvole a fodero con cilindrata di 2614 cm3 e da migliorie all'impianto frenante, che in quel periodo agiva ancora unicamente sul retrotreno. La vera carriera commerciale di questo modello, tuttavia, non avrebbe conosciuto un vero avvio prima dell'estate 1912, quando le vendite cominciarono a farsi sostenute. Alla fine di quell'anno, la produzione della Type X17 salì a 178 esemplari per fermarsi a un totale di 203 esemplari nel marzo dell'anno successivo, quando verrà sostituita dalla Type X21. Questo fu l'ultimo modello della casa di avenue d'Ivry a occupare la fascia delle vetture da 15 CV fiscali e sostanzialmente differiva dalla Type X17 per la trasmissione a giunto elastico. Il motore rimase invece il medesimo della Type X17. La Type X21 venne prodotta fino al 1915: in totale ne vennero prodotti 549 esemplari.

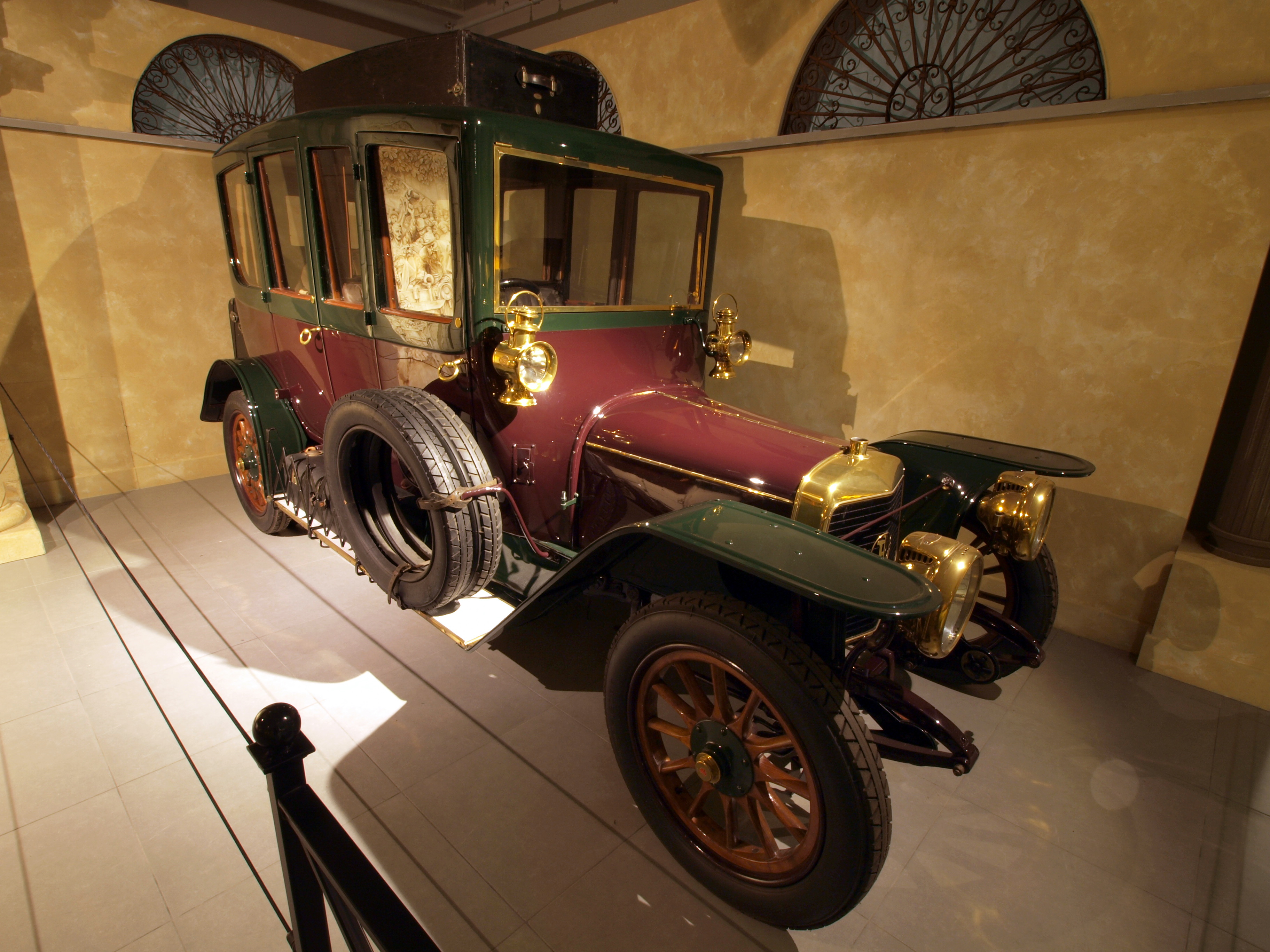
Panhard & Levassor Type X21

A quel punto, l'eredità della Type X21 venne raccolta da una vettura da 16 CV fiscali, la Type X26 con motore da 3,2 litri.

### Tabella riepilogativa
Di seguito vengono riepilogate le caratteristiche relative ai modelli da 15 CV fiscali prodotti dalla Panhard & Levassor nel corso degli anni:
| Panhard & Levassor 15CV (1902-15) |        |            |                  |                                   |                    |                    |
| Modello                           | Motore | Cilindrata | Trasmissione     | Cambio/ N° rapporti               | Anni di produzione | Esemplari prodotti |
| Type C                            | O4R    | 3296       | Catena           | Type KB, manuale a 4 marce        | 1902-04            | 595                |
| Type H                            | O4R    | 3296       | Catena           | Type KC2, manuale a 3 o a 4 marce | 1902-05            | 134                |
| Type I 15 CV                      | S4R    | 3296       | Catena           | Type KB, manuale a 4 marce        | 1904-07            | 794                |
| Type J 15 CV                      | S4R    | 3296       | Catena           | Type KC2, manuale a 3 o a 4 marce | 12/1904-06         | 154                |
| Type S 15 CV                      | S4R    | 3296       | Catena           | Type KG, manuale a 4 marce        | 12/1904-07         | 233                |
| Type X 15 CV                      | T4R    | 3296       | Giunto cardanico | Type JB, manuale a 4 marce        | 10/1907-12/1911    | 850                |
| Type X11                          | T4R    | 3296       | Giunto cardanico | Type JB, manuale a 4 marce        | 01/1912-03/1912    | 850                |
| Type U2                           | T4R    | 3296       | Catena           | Type KM, manuale a 4 marce        | 10/1907-01/1910    | 124                |
| Type X4                           | T4R    | 3296       | Giunto cardanico | Manuale a 4 marce                 | 11/1910-06/1911    | 16                 |
| Type U7                           | T4R    | 3296       | Catena           | Manuale a 4 marce                 | 02/1910-11/1912    | 67                 |
| Type X17                          | SK4E   | 2614       | Giunto cardanico | Manuale a 4 marce                 | 11/1911-02/1913    | 203                |
| Type X21                          | SK4E   | 2614       | Giunto elastico  | Manuale a 4 marce                 | 04/1913-1915       | 549                |